# Funicularul din Kiev

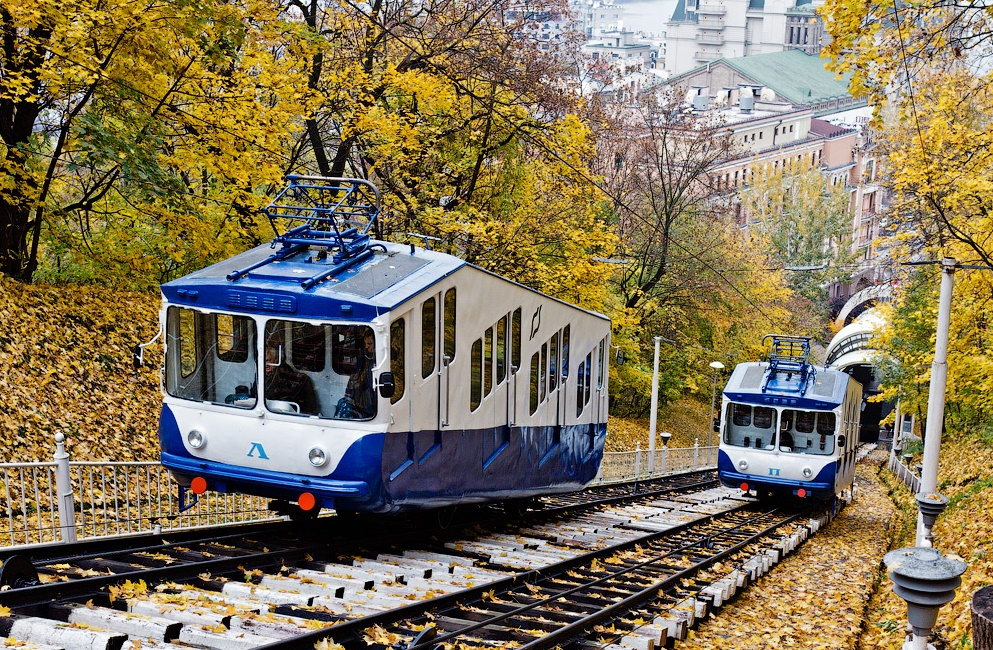
Privind dinspre stația de sus, două vagoane ale funicularului din Kiev se apropie unul de altul, unde vor trece unul pe lângă celălalt pe cele 2 linii secundare.

Funicularul din Kiev (în ucraineană Київський фунікулер; în rusă Киевский фуникулёр) deservește orașul Kiev, conectând Orașul Vechi de cartierul comercial Podil prin dealul abrupt Volodymyrska care supraveghează Niprul. Linia este formată din doar două stații și este operată de către compania comunității orașului Kiev Kyivpastrans.

## Istoric
Funicularul a fost construit în perioada 1902-1905 și a fost deschis pentru public pe 20 mai [S.V. 7 mai] 1905. Costul de construcție, aproximativ 230.000 de ruble rusești, a fost acoperit de proprietarul belgian al companiei de tramvaie din Kiev. Funicularul a fost proiectat de Arthur Abrahamson, care a beneficiat de formare profesională pentru partea de inginerie pe calea ferată în Zürich, Elveția și Sankt Petersburg, Rusia. Vestibulele stațiilor au fost inițial dezvoltate de către N. Piatnitskiy și structura căii ferate a fost proiectată de N. Barishnikov.
Datorită apropierii sale de Catedrala Sfântului Mihail, a fost numit uneori Mykhailivskyi Mekhanichnyi Pidyom (în ucraineană Михайлівський механічний підйом, adică Liftul Mecanic al Sf. Mihail). După ce catedrala a fost distrusă de către autoritățile sovietice în 1935-1936, numele funicularului a fost schimbat.
În 1984 stației de jos i s-a schimbat înfățișarea. Aceasta a fost recreată de către arhitecții Janos Vig, Valentin Ejov și alții.

## Diverse fapte
Funicularul folosește un sistem feroviar cu trecere în sistem de buclă. Cele două mașini sunt desemnate cu litere chirilice litere Λ și П care înseamnă stânga și dreapta. Funicularul a fost renovat de trei ori: în 1928, 1958 și 1984.
Ecartamentul: 1.200 mm. Lungimea totală a traseului: 238 m. Gradientul total al pantei pe care funicularul rulează este de 36%. Telecabinele sunt alimentate de un motor electric care este situat în interiorul stației de sus.
Timpul de călătorie între stații este de aproximativ 3 minute. Traseul este de la Piața Mykhailivska din centru la Piața Poștei în Podil. Prețul biletului este asemănător cu cel al altor mijloace de transport operate de companii publice, 3 Grivne (aprox. 0.15 Dolari SUA - din luna Mai 2015). Funicularul oferă serviciul zilnic unui număr între 10.000 și 15.000 de pasageri, 2,8 milioane de pasageri în fiecare an.
Funicularul a fost închis pe data de 25 septembrie 2006 pentru restaurare, care se desfășoară de obicei în fiecare an. costul total de restaurare a fost estimat la 455400 grivne (aproximativ 90,500 dolari SUA). Funicularul este operat de Kievpastrans.

## Galerie

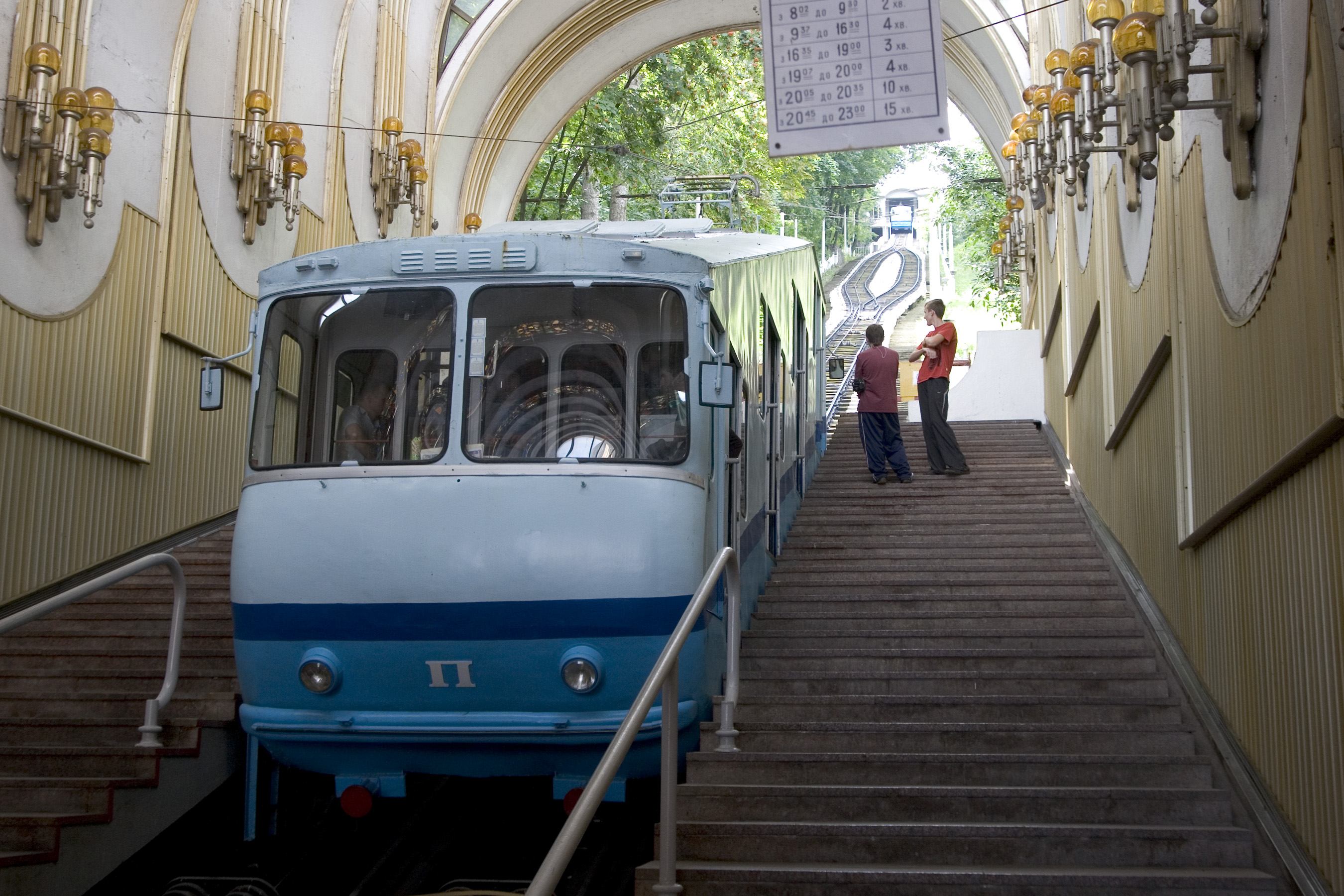
Stația de jos
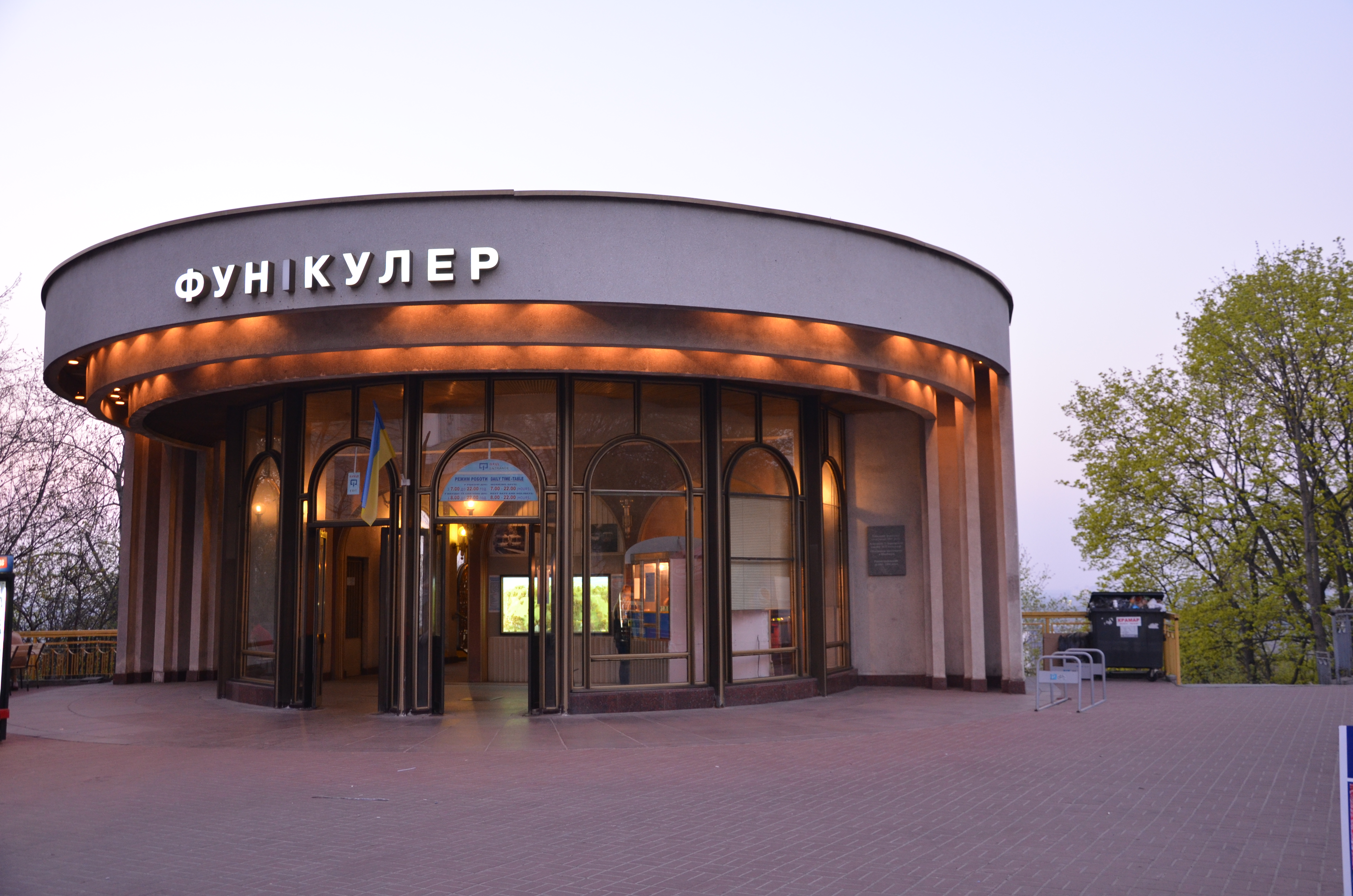
Stația de sus
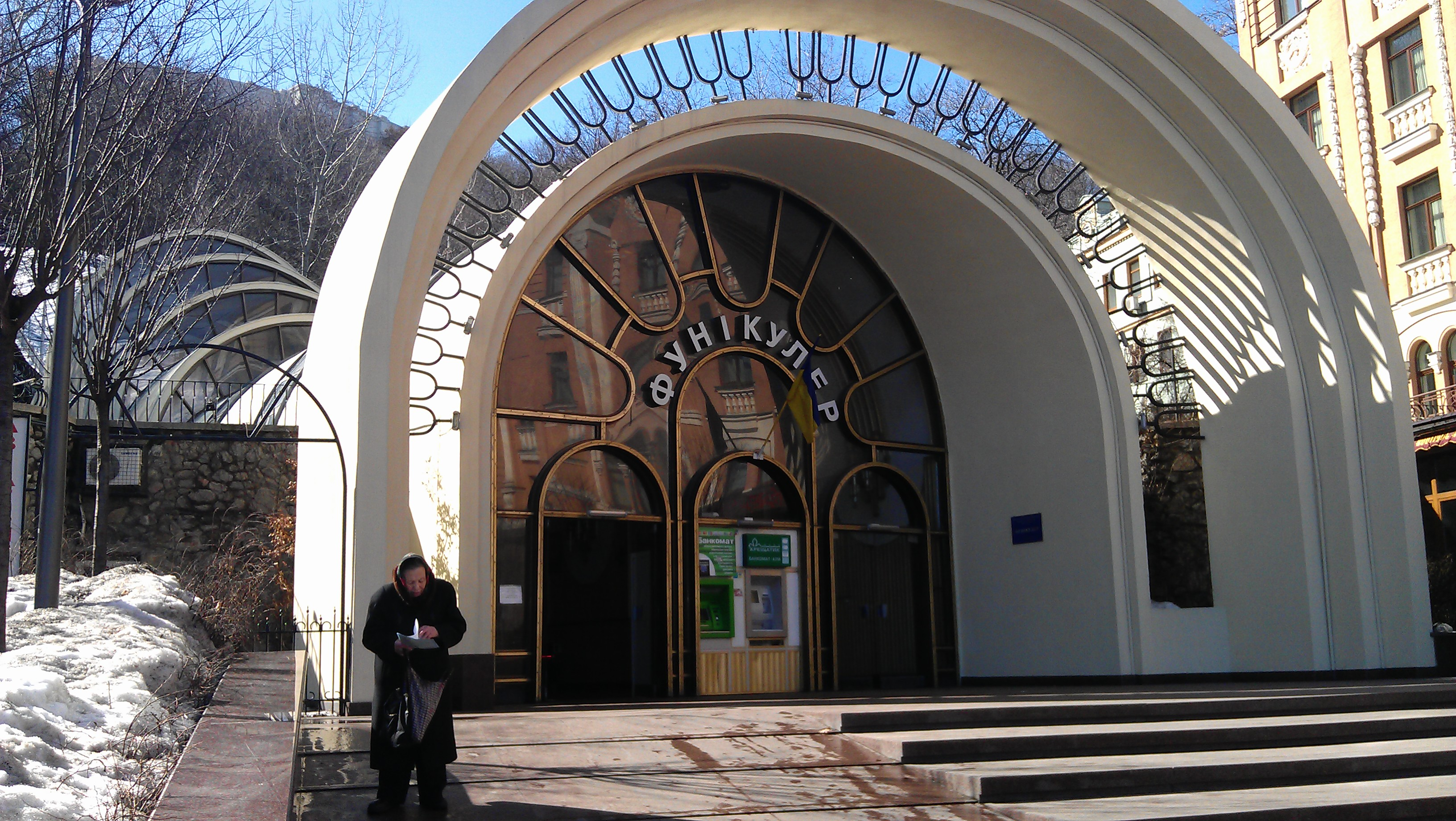
Stația de jos
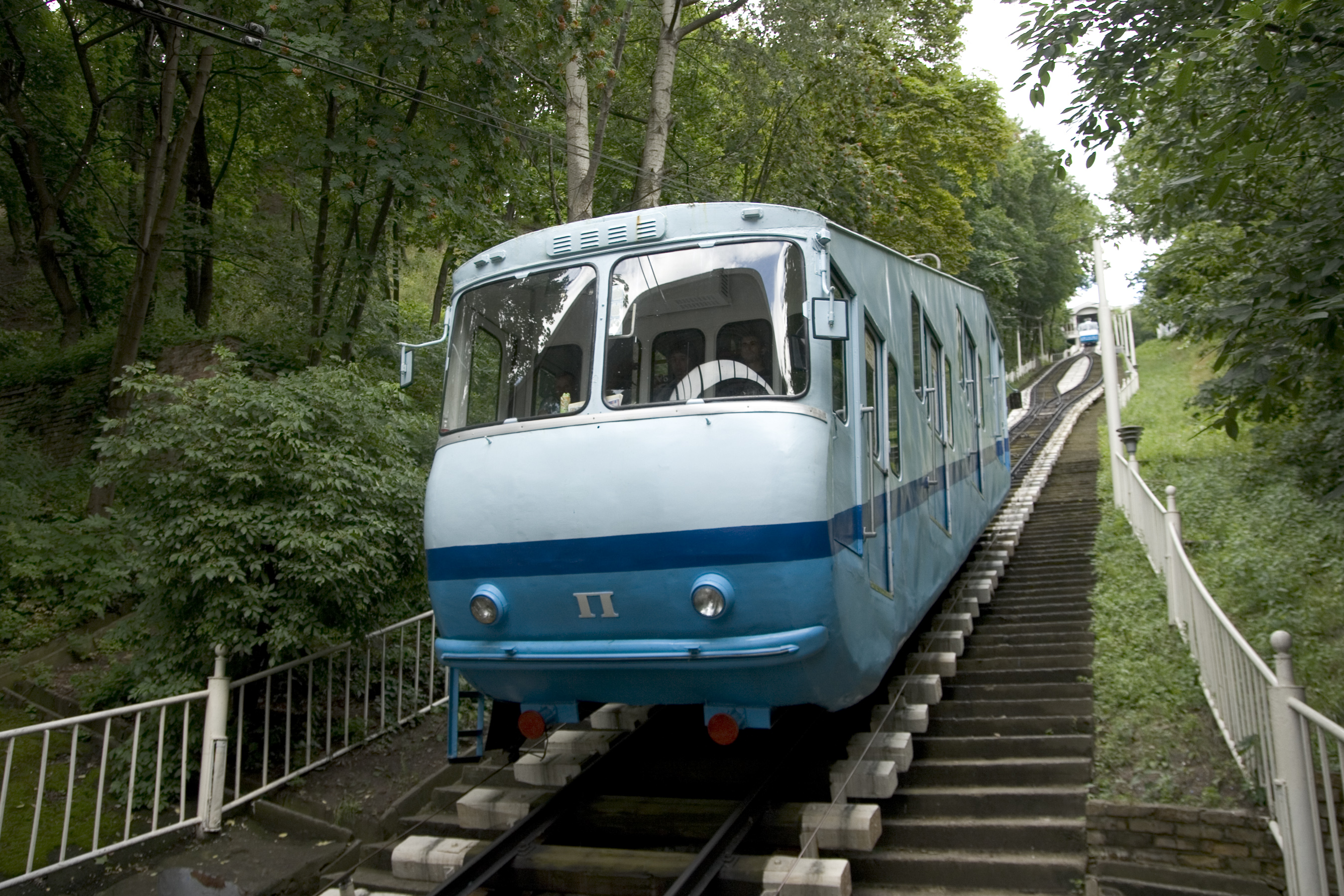
Transportul

## References
1. ↑  „Funicular”. Wiki-Encyclopedia Kyiv (în Ukrainian). Accesat în 28 mai 2016.
2. ↑  „Funicularul din Kiev va fi închis pentru reconstrucție”. Gazeta po-Kievsky (în Russian). Accesat în 28 mai 2016.